# Los profesionales (película)
Los profesionales es un western crepuscular de 1966 basado en la novela A Mule for the Marquesa de Frank O'Rourke. Fue dirigido por Richard Brooks y protagonizado por Lee Marvin, Robert Ryan, Woody Strode, Burt Lancaster, Claudia Cardinale y Jack Palance, con la participación de Ralph Bellamy. Obtuvo tres nominaciones a los Oscar: al mejor director, al mejor guion adaptado y a la mejor fotografía.

## Argumento
En plena Revolución mexicana, un rico tejano, Joe Grant (Ralph Bellamy), contrata por 100.000 dólares a cuatro norteamericanos para que localicen y liberen a su joven esposa (Claudia Cardinale) que ha sido secuestrada por un grupo de revolucionarios liderados por Jesús Raza (Jack Palance). 
El grupo está compuesto por Henry "Rico" Fardan (Lee Marvin), un especialista en armas y líder del equipo, Hans Ehrengard (Robert Ryan) soldado y conductor profesional, Jake Sharp (Woody Strode) un cazarrecompensas apache y Bill Dolworth (Burt Lancaster) un mujeriego, experto en explosivos. Los cuatro hombres, muy cohesionados como equipo, se ponen en marcha, y después de encontrar a la joven muchacha junto a la banda de revolucionarios logran rescatarla a costa de muchas vidas; pero en el camino de regreso comienzan a cuestionarse si la esposa de Grant realmente ha sido secuestrada o ella está por otros motivos con la Revolución.

## Reparto
- Lee Marvin como Henry "Rico" Fardan.
- Robert Ryan como Hans Ehrengard.
- Woody Strode como Jacob "Jake" Sharp.
- Burt Lancaster como Bill Dolworth.
- Claudia Cardinale como Sra. María Grant.
- Jack Palance como Jesús Raza.
- Ralph Bellamy como Sr. Joe Grant.
- Joe De Santis como Sr. Ortega
- Rafael Bertrand como Fierro.
- Jorge Martínez de Hoyos como Eduardo Padilla.
- Marie Gomez como Sisi Chiquita.
- José Chávez como bandido mexicano.
- Carlos Romero como Hueso.
- Vaughn Taylor como el banquero.

## Producción

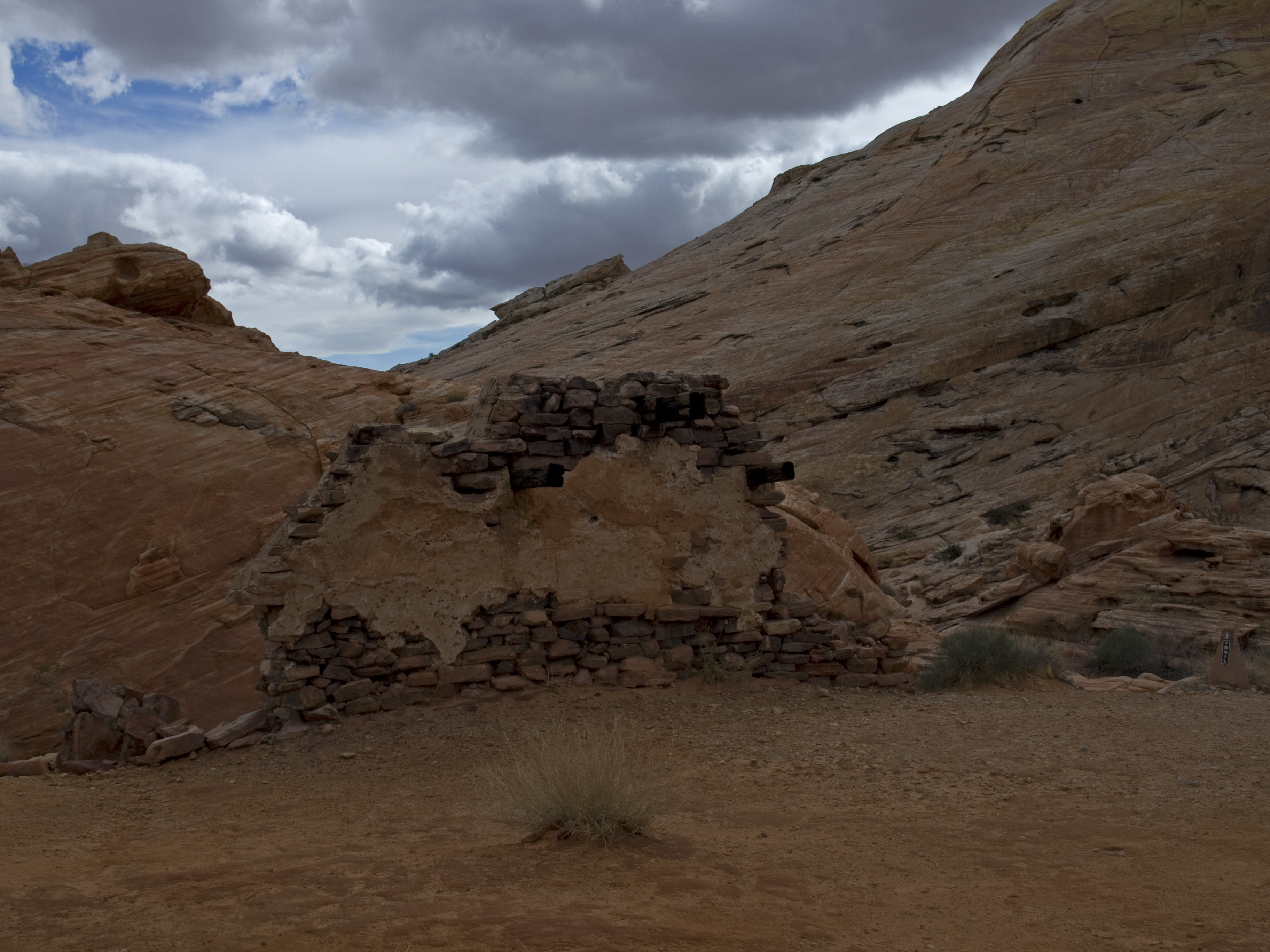
Parque estatal Valle de Fuego

La película se rodó en Technicolor en paisajes del Death Valley y del Parque estatal Valle del Fuego, en el estado de Nevada.
Algunas partes se rodaron en Valle de Coachella, California. Para las escenas del ferrocarril se usaron las vías de Eagle Mountain en Kaiser Steel.
El equipo se alojaba en Las Vegas y el actor Woody Strode escribió en sus memorias que las juergas eran continuas.
En 1976 se estimaba que la película había recaudado 8,8 millones de dólares sólo en Norteamérica.